# MOS 6532

6532 RIOTのピン配置

MOS 6532 RAM-I/O-Timer（RIOT）は、モステクノロジー（MOS Technology, Inc.）が製造した集積回路であり、ロックウェル・インターナショナルのようなセカンドソースも存在した。6532は128バイトのスタティックRAM、8ビットの双方向ディジタルI/Oポートと、プログラマブルタイマを内蔵している。この高い集積度は、複数の異なるICを置き換えることができたため、1970年代後半から1980年代前半にかけて6532はよく使われるものになった。最も有名な使用例は、おそらくゲーム機のAtari 2600である。6532は、ゴットリーブが製造する有名なピンボール機、Haunted HouseやBlack Holeでも使用された。
6532 ICは1 MHzと2 MHzのものが提供されている。パッケージはJEDEC標準の40ピンのセラミックDIPまたはプラスチックDIPである。